# 國家手球中心

國家手球中心 是位於愛爾蘭都柏林克羅克公園的室內手球場館。本場館啟用後將成為全愛爾蘭蓋爾式手球的決賽場地，也成為蓋爾式手球國家管理機構GAA手球的總部。新中心將取代興建於1970年的舊克羅克公園手球中心。

## 歷史
GAA手球於2017年底獲准，在克羅克公園建造國家手球中心 。
新國家手球中心位於Sackville Avenue的東南方截至2021年1月已接近完工，但是因為新冠病毒疫情導致建築工程最後階段有所延遲。本中心於新冠病毒疫情期間被愛爾蘭國家衛生服務機構用來做新冠病毒的檢測。